# 吉村明美
吉村 明美（よしむら あけみ、3月5日 - ）は日本の漫画家。長崎県生まれ、横浜市育ち。現在は札幌市在住。血液型はO型。
1980年、小学館の少女漫画雑誌『プチコミック』10月号に掲載された「まちぼうけ花」で漫画家デビュー。代表作は「麒麟館グラフィティー」や第39回小学館漫画賞を受賞した「薔薇のために」など。
生活している札幌を舞台にした作品が多い。
『月刊フラワーズ』（小学館）にて2007年2月号より2, 3か月に一度の頻度で「夢の真昼」を連載開始。2009年5月号の掲載後、体調不良により約2年間休業した。2011年8月号に復帰。その当時は廃業を考えたという。その後不定期連載を続け2016年に完結している。
2020年、漫画家生活40周年を節目に引退した。長年の持病により体力が底をつきたとのこと。「吉村は幸せ者です」と読者関係者に感謝の言葉といつもの自画像を自筆でコミックスにメッセージを記している。
「薔薇のために」は台湾で「薔薇之恋」というタイトルでテレビドラマ化された。また「麒麟館グラフィティー」も台湾でドラマ化されると報道されたことがある。

## 経歴・人物
『あなたがいれば』のあとがきで、漫画家になった経緯を語っている。それによると、東京でOLをしていた彼女は、電車の朝の通勤ラッシュを非常に苦痛に感じており、ある日いつものように挨拶をしようとしたところ、「私、会社辞めます」と言ってしまった。
会社を辞めたことを親に報告しに行くときに立ち寄った本屋で見た、『プチコミック』の大島弓子の表紙の絵の可愛さに一目惚れ。投稿作品の応募資格に「年齢・経験不問」とあるのを見て、漫画を描こうと決意した。漫画家になろうと決断した最大の理由は「通勤がないこと」だったと言う。
会社を辞めたその冬に、生まれて初めて描いた漫画を出版社へ持込みをする。出版社の人に漫画の描き方などを教えてもらい、これから2年間漫画のことを勉強しようと意気込んでいたら、翌年6月にデビューが決まった。雑誌に掲載された自分の絵の下手さに落ち込み、現在でも自分の絵にはコンプレックスがあると言う。
作品を描くときは、まずタイトルを決める。「タイトルが決まらなければ中身が思いつかない」らしく、また、自分が描きたくないものは基本的に描かない（描けない）という姿勢を持っている。それゆえに一時期編集部ともめ、数年間連載をさせてもらえないという事態にまで陥ったこともある。
1983年、「ようこそ青」の結末に関する読者の反響を考慮し、以後連載作品においては、
1. 主人公の男性キャラは絶対殺さない
2. 連載の最後は何が何でもハッピーエンドにする

という二大約束を決めた。
自称「筋金入りの怠け者」で、連載作品が2, 3か月も間が空いてしまうと、自分の作品がどうであったか忘れてしまう可能性が高いとのこと。
『悲劇の女王』のあとがきでは、「テレビを30年くらい見ていない」と語っており、一部の友人から「陸のシーラカンス」と呼ばれているらしい。
2007年から翌年にかけて、初期の短編や単行本化されていなかった作品、未収録だった作品を集めた「吉村明美セレクション」が刊行された。

## 作品一覧
掲載雑誌の出版元は、特記がない限り小学館である。

### 連載作品
- ようこそ青（2007年11月、ISBN 978-4-77-801861-0）
  - ようこそ青（『プチコミック』1983年2月号 - 5月号 / 初連載 / 全4回）
  - 雨雪物語（『プチコミック』1982年11月号）
  - 5月だったね（『プチコミック』1985年5月号）
- P.S.あいらぶゆう（2007年8月、全2巻）
  - P.S.あいらぶゆう（『プチコミック』1983年12月号 - 8月号 / 全9回）
  - 六畳一間の星姫たち（『プチコミック』1983年8月号）
  - もう一度（『プチコミック』1981年12月号） - 単行本初収録
  - もう一度 Tell Me Love（『プチコミック』1985年1月号）
  - 想い出せない あの道に寄せて（『プチコミック』1982年8月号）
- 麒麟館グラフィティー（1987年 - 1992年 / 全13巻+番外編1巻 / 文庫版全8巻）
  - 麒麟館グラフィティー（『プチコミック』1986年4月号 - 1992年1月号 / 全62回）
  - 番外編 麒麟館グラン・マ（描き下ろし）
  - 番外編 柊の実 赤い（『プチコミック』1992年2月号）
  - 番外編 ポートレート（『プチコミック』1992年3月号）
- 薔薇のために（1992年 - 1998年 / 全16巻 / 文庫版全9巻）
  - 薔薇のために（『プチコミック』1992年5月号 - 1997年12月号 / 全64回）
- 海よりも深く（1998年 - 2002年 / 全10巻 / 文庫版6巻）
  - 海よりも深く（『プチコミック』1998年4月号 - 2002年3月号 / 全40回）
- あなたがいれば（2003年 - 2005年 / 全8巻 / 文庫版4巻）
  - あなたがいれば（『プチコミック』2002年9月号 - 2005年8月号 / 全33回）
- 夢の真昼（2007年 - 2016年 / 全7巻）
  - 夢の真昼（『月刊フラワーズ』2007年2月号 - 2016年5月号 / 不定期連載）

### 短編集
- スノー・バラード（1989年4月、ISBN 4-09-133151-3）
  - スノー・バラード（『プチコミック』1985年11月号）
  - 君慕うタンゴ（『プチコミック』1984年11月号）
  - 5月だったね（『プチコミック』1985年5月号）
    - 同じ大学の先輩・一郎と付き合っているちえ。出会ったばかりの頃、彼の昔の彼女の噂を耳にし、不安に思っていた矢先に彼女は事故死してしまったが、何も聞くことができずに1年が経ってしまい……。

  - 雪（『プチコミック』1980年12月号）

#### 1990年代
- 抱きしめたい（1990年6月、ISBN 4-09-133152-1）
  - 抱きしめたい（『プチコミック』1986年1月号）
  - カナリア（『プチコミック』1985年9月号）
    - プレイボーイとして有名だった父親が、莫大な遺産と再婚したばかりの妻を遺して死んだ。一人息子の洋介は18歳、そして父の再婚相手・波子はまだ21歳だった。父と波子はイタリアで出会ったとしか聞いていなかった洋介。夫と行く約束をしていたという長崎へ旅行に行った波子は、同行した洋介に自分が記憶喪失であることを明かした。

  - 雨雪物語（『プチコミック』1982年11月号）
    - 幼い頃に母を亡くし、兄・雨彦と二人暮らしをしている雪也は魚が苦手。すっかりブラコンになっていた雪也だが、兄の結婚相手が美人とは程遠い上に魚屋であることが許せず……。
- 「夜へ…」（1991年2月、ISBN 4-09-133153-X）
  - 「夜へ…」（『プチコミック』1990年11月号）
  - 二人称単数（『コロネット』1986年12月号）
  - 想い出せない あの道に寄せて（『プチコミック』1982年8月号）
  - まちぼうけ花（『プチコミック』1980年10月号） - デビュー作
- ラストメッセージ（1991年11月、ISBN 4-09-133154-8）
  - ラストメッセージ（『週刊少女コミック増刊』1985年4月25日号）
  - エリオ（『プチコミック』1985年7月号）
  - 夏の夢（『週刊少女コミック』第15号〈1985年7月20日号〉）
  - 花やかな月の夜に（『プチコミック』1982年2月号）
- ステーション（1995年11月、ISBN 4-09-135761-X）
  - ステーション（『プチコミック』1994年5月号）
    - 失恋した今でも、相手を約束した駅で待ち続けるふき子。ある夜、駅で自分に傘をくれた男性が大ファンの小説家・基佳だと分かる。その後花屋のバイトの配達で偶然にも彼に再会。惹かれあっていく2人だが、基佳の元彼女・やすよが2人の間に立ちはだかる。フォークデュオのふきのとうが1989年に発表したアルバム『金色の森・銀色の風』に収録された楽曲「ステーション」を基に描かれた作品。

  - 桜moon（『プチコミック』1995年8月号）
- 今でも夢に見る（1998年2月、ISBN 4-09-135762-8）
  - 今でも夢に見る（『プチコミック』1996年10月号）
    - 夏休みも終わりに差しかかった頃、いつものように自分が育てた花たちに水をやっていた小波は、知らない女の子に出会う。なぜかその子は自分の名前を知っており、自分に会いに来た、と言う。2学期が始まると、その子は転校生の徳子だと分かる。彼女と自分に一体何の関係が……。

  - 一夜（『プチコミック』1997年9月号）
    - 母親の恋人から性的暴行を受けているみずえ。母が出張へ出かけた日、やはりあの男がみずえの元へやって来る。着の身着のまま逃げたみずえは、クラスメイトの根津に遭遇する。休み明け、根津はみずえが家出したことを知る。そして2年後、みずえは東京で映画の美術監督の男性・内海と同棲していた。ある日、内海を絡んできた人からかばったとして、根津と再会するが……。
- あの窓（2000年1月、ISBN 4-09-135763-6）
  - あの窓（『プチコミック』1998年9月号）
    - 15歳で自分を産み、次から次へとろくでもない男に引っかかる母・加代と2人暮らしのハル。生活は貧しかったが、誰よりも真っ直ぐに育ったハル。ある日、母は交際相手と出かけたきり、帰ってこなくなる。挫けそうになりながらも、ハルはひたすら前を見つめて生きる……。

  - 青空（『プチコミック』1999年11月号）
    - さなえが、何か気色悪いものを感じとっさに逃げ出した相手は、連続殺人犯だった。忘れようとしていた17歳の時の痛ましい思い出が蘇ってくる……。
- のら猫の話（2001年11月、ISBN 4-09-136847-6）
  - のら猫の話（『プチコミック』2000年9月号）
    - コンビニで深夜のアルバイトをしている大学生の二本木耕助。いつもの様にバイトをしていると、4時間ずっと立ち読みをしている女子高生を不審に思う。ところが、その女の子が突然目の前で倒れてしまった。成り行きで、仕方なく自分のアパートへ連れて行くことになった二本木。すぐに帰ってもらうつもりだったが、彼女の悲しい過去を聞き……。

  - この花咲いてやるぞ姫（『プチコミック』2001年8月号）
    - 10歳年上の姉と暮らしている咲子。20歳になっても自分を「育てないといけないから」と言って聞かない、異常に過保護な姉に嫌気が差し始めた咲子は、思い切って逆ナンしようと決める。その時出会った男と付き合うことになるが、やはりいつでもどこでも姉が傍にいる。姉がそこまでする理由とは……。

#### 2000年代
- 悪い男（2002年8月、ISBN 4-09-136848-4）
  - 悪い男（『プチコミック』2002年5月号）
    - ある日、新婚の春美の元に同じ日に式を挙げたカップルのものと間違って、結婚式の写真が届けられる。そこに写っていた男性が高校の時の同級生・タカオに似ており、胸がざわつく春美。そんなことも束の間、夫が愛人を自宅に連れ込み、「一緒に暮らす」と宣言。到底理解できない春美は離婚を決意。得意の家事を活かして、ハウスキーパーの職を得る。そして、派遣先の家にあのタカオがいた。

  - あぶない女（『プチコミック』2002年7月号）
    - 可愛らしい名前とは裏腹に、ある事情から汚部屋で暮らし、お風呂嫌いな可憐。ある日、友人に見せられた人気歌手の新曲の歌詞に愕然とする可憐。「自分に向かって歌っている、今すぐ彼に会わなければ」、そう思った可憐は手っ取り早く会えそうな方法として、映画のオーディションを選ぶ。その歌に隠された秘密とは……。
- 草冠の名前（2006年8月、ISBN 4-09-130569-5）
  - 草冠の名前（『プチコミック』2006年6月号）
  - 雪の夜の匂い（『プチコミック』2006年1月号）
- 悲劇の女王（2007年2月、ISBN 978-4-77-801855-9）
  - 悲劇の女王（『Judy』2006年8月号・10月号・12月号）
    - 大正10年、石炭王の妻で伯爵令嬢の八木嶋煌子（きらこ）が夫に対し、新聞に公開絶縁状を掲載、『真実の愛に生きたい』と、離婚を求めるという事態が起こる。文才に秀でた煌子の名文は、世間の同情を大いに買う。斯くして時代のヒロインとなった煌子だが、そこには別の真実が隠されていた……。柳原白蓮をモデルとした作品。
- カナリア（2008年5月、ISBN 978-4-77-801863-4）
  - カナリア（『プチコミック』1985年9月号）
  - エリオ（『プチコミック』1985年7月号）
  - 夏の夢（『週刊少女コミック』第15号〈1985年7月20日号〉）
  - やさしささがし（『プチコミック』1981年8月号・9月号） - 単行本初収録
    - 「ちいさいころから」に登場する朔と吾郎の数年後の物語。
    - 日暮荘というボロアパートに住む、待子・朔・吾郎。3人は飲み仲間でとても仲が良いが、待子はもう一人の住人、クラブ歌手の怜子のことが気になっていた。ある日、怜子が歌うクラブへ行った待子は、怜子が妊娠しており、相手から「おろせ」と言われている現場を見てしまう。

  - ちいさいころから（『プチコミック』1981年6月号） - 単行本初収録
    - 衣子・朔・吾郎は幼なじみ。ある日、お嬢様育ちの衣子が突然「今日から性悪になる」と宣言する。

### 単行本未収録
- 冬の帰り花（『プチコミック』1981年2月号）
- 春風にふたり乗り（『プチコミック』1981年5月号）
- 休憩（『プチコミック』1982年1月号）
- TAKE IT EASY（『プチコミック』1982年4月号）